# Finnische Badmintonmeisterschaft 1988
Die Finnische Badmintonmeisterschaft 1988 fand im Februar 1988 statt.

## Medaillengewinner
| Disziplin    | Gold                                       | Silber                                |
| ------------ | ------------------------------------------ | ------------------------------------- |
| Herreneinzel | Pontus Jäntti                              | Jyri Aalto                            |
| Dameneinzel  | Nina Sundberg                              | Ulrika von Pfaler                     |
| Herrendoppel | Tony Tuominen Mika Heinonen                | Pontus Jäntti Lasse Lindelöf          |
| Damendoppel  | Kristiina Tainio-Pesonen Ulrika von Pfaler | Pirjo Teräväinen Christina von Pfaler |
| Mixed        | Mika Heinonen Nina Sundberg                | Robert Liljequist Johanna Fröman      |